# Leonard Calvert

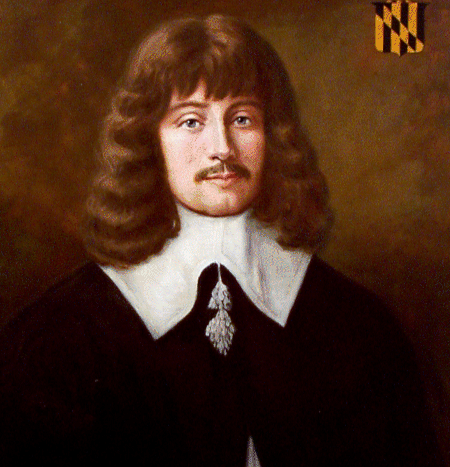
Leonard Calvert (historisierendes Gemälde von 1914)

Hon. Leonard Calvert (* um 1606 in England; † 9. Juni 1647 in St. Mary’s City, Saint Mary’s County, Maryland) war der erste englische Kolonialgouverneur der Province of Maryland.

## Leben
Leonard Calvert war der zweite Sohn von George Calvert, 1. Baron Baltimore, aus dessen erster Ehe mit Anne Mynne. Sein katholischer Vater bemühte sich unter anderem um die englische Kolonialisierung Nordamerikas und insbesondere, eine Kolonie zu schaffen, in der ein friedliches Miteinander von Katholiken und Protestanten möglich war.
1621 erhielt Leonard Calvert das Amt des Prothonotary und Keeper of Writs von Connaught und Thomond in Irland. 1629 reiste Leonard Calvert im Auftrag König Karls I. als Verantwortlicher eines Schiffs nach Neufundland, das die Province of Avalon genannte Kolonie seines Vaters um den Hauptort Ferryland auf der dortigen Halbinsel Avalon gegen Plünderungen durch französische Schiffe schützen sollte. Die Kolonie musste aber im selben Jahr, unter anderem aus klimatischen Gründen, aufgegeben werden. 1632 gewährte König Karl I. seinem Vater einen weiter südlich gelegenen Landstrich an der Nordgrenze der Kolonie Virginia. Sein Vater starb aber, bevor ihm die entsprechende Belehnungsurkunde (Royal Charter) formell aufgefertigt worden war. Daher erhielt Leonards älterer Bruder Cæcilius Calvert, 2. Baron Baltimore, 1632 die entsprechende Urkunde und wurde dadurch erblicher Lord Proprietor der neuzugründenden Kolonie, die nach der Gattin des Königs, Henrietta Maria, Province of Maryland genannt wurde.
Cæcilius Calvert beauftragte 1633 seinen jüngeren Bruder Leonard Calvert als Leiter einer Expedition zur Errichtung der neuen Kolonie. Mit den zwei Schiffen Ark und Dove und 300 Siedlern stach er am 22. November 1633 vom Hafen von Cowes auf der Isle of Wight aus in See, erreichte am 24. Februar 1634 Point Comfort in Virginia und landete am 27. März an der Stelle, wo sich heute St. Mary’s City befindet, damals ein indianisches Dorf, und begann dort die Errichtung einer Siedlung, die die erste Hauptstadt der Kolonie wurde. Die Indianer empfingen sie freundlich und verkauften ihnen Land. Leonard Calvert nahm dort das Amt des ersten Gouverneurs von Maryland ein und hatte dieses bis zu seinem Tod, 1647, inne. Er begann seine Regierung im aristokratischen Stil. Im Januar 1635 wurde das erste koloniale Parlament ins Leben gerufen, das ein gewisses Mitspracherecht erhielt, wenn auch Calvert weiterhin in Absprache mit seinem älteren Bruder die wichtigsten Fäden in seiner Hand behielt. Im Jahr 1638 wurde er vom Parlament gezwungen, in Maryland das in England gültige Common Law auch in der Kolonie einzuführen. Leonard Calvert baute während seiner Amtszeit die Verwaltung der Kolonie auf. Damals entstanden auch die ersten speziell für die Kolonie gültigen Gesetze.
Der Kaufmann William Claiborne aus Virginia betrieb auf der zum Territorium von Maryland gehörenden Insel Kent Island seit 1631 einen Handelsposten. Claiborne reiste nach England, um seinen Anspruch auf die Insel von König Karl I. bestätigen zu lassen, erhielt vom König aber die Antwort, dass die Insel dem Baron Baltimore gehöre. 1643 reiste Leonard Calvert nach London, um mit seinem Bruder, dem Lord Proprietor der Kolonie, die weitere Entwicklung Marylands zu besprechen. Während dieser Zeit wurde er in Maryland von seinem Schwager Giles Brent vertreten.
In England war inzwischen ein Bürgerkrieg zwischen dem König und dem Englischen Parlament ausgebrochen, der bald auch die Kolonie Maryland berührte. Während Calverts Abwesenheit sprach Ende 1643 Richard Ingle, ein Tabakhändler, der jahrelang mit Tabakpflanzern in Maryland Handel getrieben hatte, jetzt aber unter parlamentarischer Autorität segelte, schlecht über den König. Das Provinzgericht erließ am 18. Januar 1644 einen Haftbefehl wegen Hochverrats, aber Ingle entkam und begann im Folgejahr eine antikatholische eine bewaffnete Rebellion, die auch von Claiborne unterstützt wurde. Als Calvert im September 1644 zurückkehrte, war er vom König ermächtigt worden, alle Schiffe und das Eigentum Aller zu beschlagnahmen, die sich in „tatsächlicher Rebellion“ gegen den König zu befanden. Die Calverts versuchten, von ihrer Loyalität zu profitieren, aber Ingles Rebellion gegen ihre Autorität in Maryland hinderte den Gouverneur daran, den Auftrag auszuführen. Calvert fehlten die erforderlichen Kräfte, um gegen Ingle zu kämpfen, und er floh nach Virginia. Ingle plünderte in der Kolonie die Häuser prominenter Katholiken und kehrte anschließend nach England zurück, um die Unterstützung der Calverts für katholische Religion und die royalistische Sache bekannt zu machen. 1646 kehrte Calvert mit einer Truppe von Marylandern und Söldnern aus Virginia zurück, zerstreute die verbleibenden Rebellen und stellte seine Autorität wieder her.
Leonard Calvert starb am 9. Juni 1647 in St. Mary’s City an einer Krankheit. Kurz vor seinem Tod hatte er den Katholiken Thomas Greene als seinen Nachfolger bestimmt.

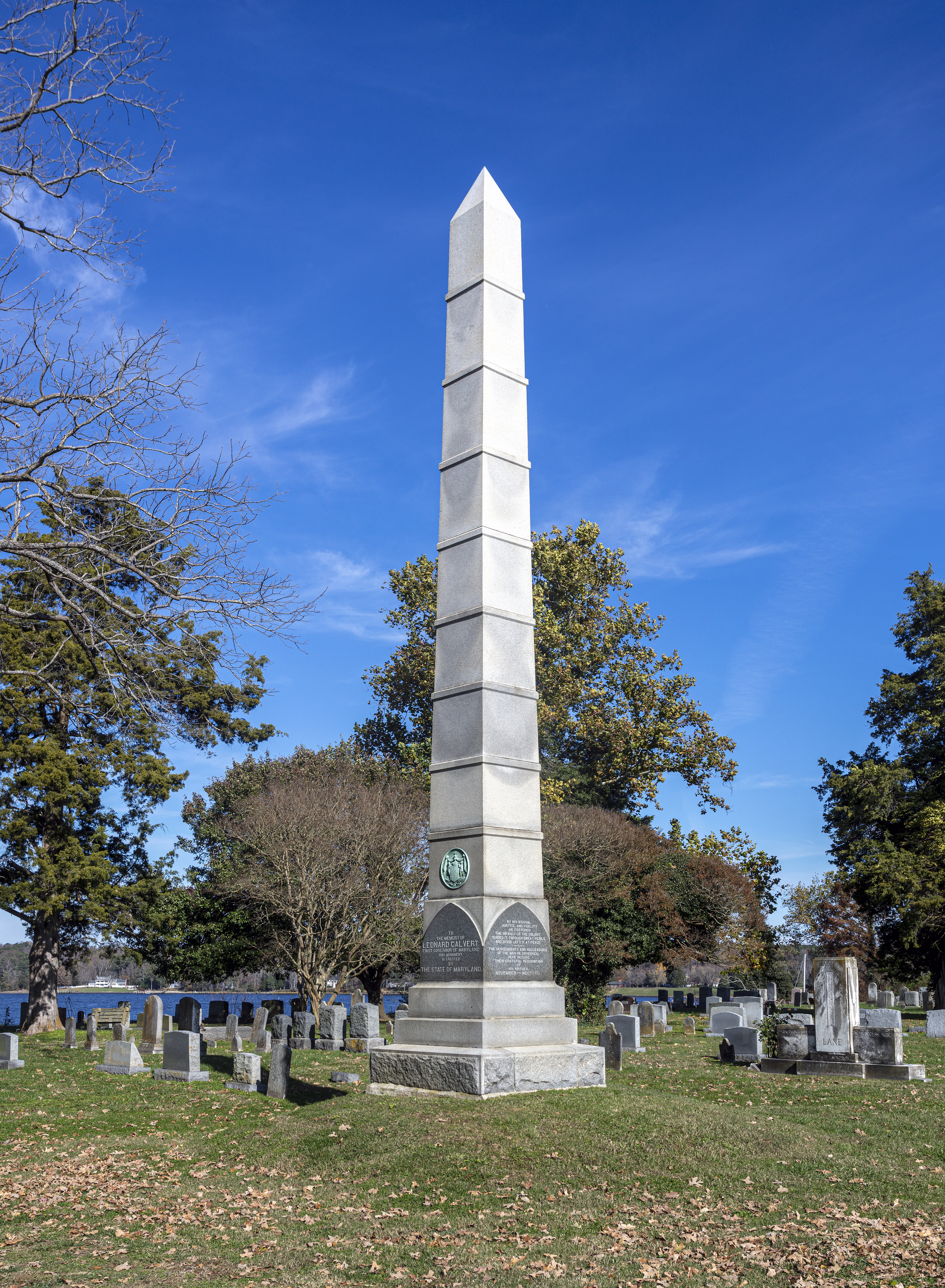
Leonard Calvert Monument in St. Mary’s City

Vermutlich während seines Aufenthaltes in England hatte Calvert 1643/44 Margaret Brent geheiratet. Mit ihr hatte er zwei Kinder, die in den 1660er Jahren von England nach Maryland auswanderten:
- William Calvert (1644–1682), ⚭ 1663 Elizabeth Stone (um 1648–um 1707);
- Ann Calvert (um 1645–um 1714), ⚭ (1) 1664 Baker Brooke (1628–1678), ⚭ (2) Henry Brent († 1693), ⚭ (3) Richard Marsham († 1713).

1890 errichtete der US-Bundesstaat Maryland ihm in St. Mary’s City ein Denkmal.